# San Pedro (Belice)
San Pedro es una ciudad y puerto ubicada en el Cayo Ambergris, en el distrito de Belice, Belice. 
El centro de San Pedro es la zona principal de la isla. Los “sanpedranos” originales (entre 1800 y 1970) son mestizos y hablan español e inglés.
La isla cuenta con la mayor concentración de alojamiento de Belice y sus hoteles, instalaciones de pesca y el buceo son algunas de las mejores del país.

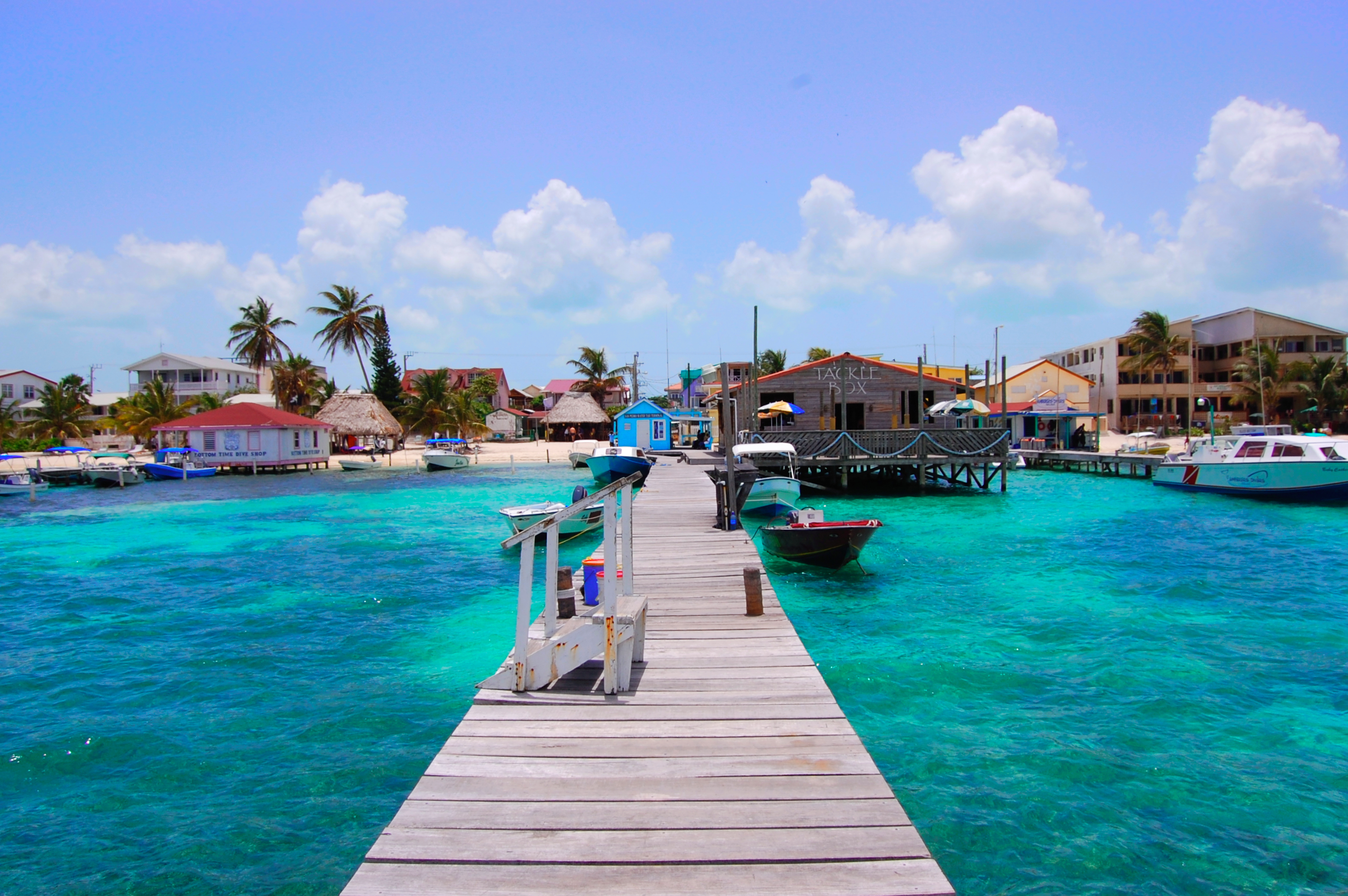
Playa de San Pedro vista desde el muelle

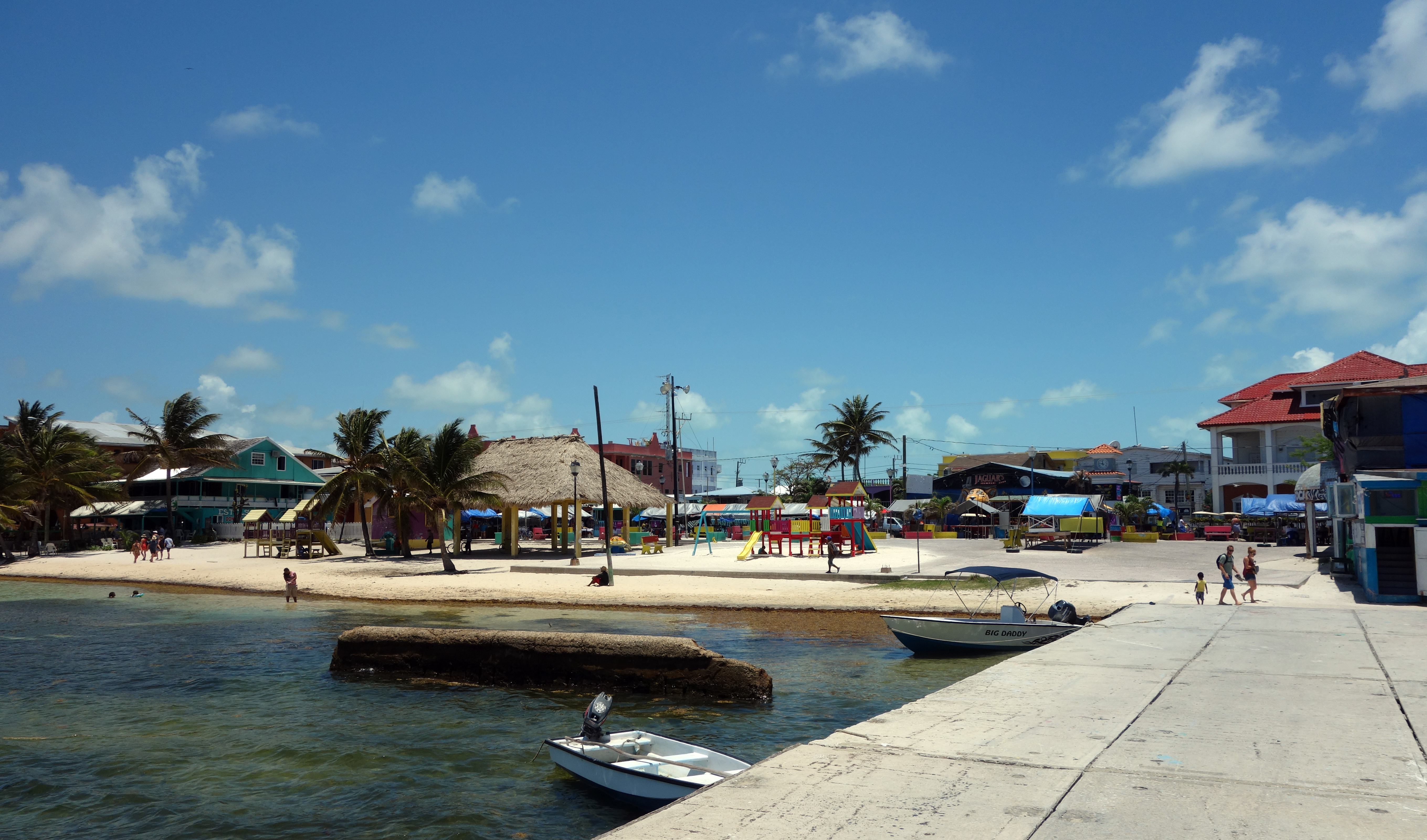
Parque principal visto desde un muelle

El pueblo de pescadores de antaño se le concedió el estatus de ciudad en 1984 y se cree que fue la inspiración para la canción «La isla bonita», escrita por Madonna, Patrick Leonard y Bruce Gaitsch en 1986.

## Geografía
Se localiza geográficamente entre los 17º55' N y los 87º57' W, a unos 1.5 m s. n. m.; en Cayo Ambergris.

## Demografía
San Pedro es la quinta ciudad con mayor población de Belice y la segunda del distrito después de Ciudad de Belice. Según datos del último censo de 2010, la ciudad tenía una población de 11 765 habitantes, representando el 12,3% de la población del distrito. En el censo de 2000, tenía una población de 4267 habitantes y un crecimiento intercensal 2000-2010 del 175,7%, siendo la ciudad con mayor crecimiento del país.
El idioma oficial es el inglés, aunque en el habla cotidiana son comunes el criollo beliceño, el garífuno e incluso el maya, además del español.
La moneda que utilizan es el dólar beliceño (BZD) aunque también es aceptado el dólar estadounidense (USD), y en menor medida el peso mexicano (MXN).

## Galería
|                    |
| Playa en San Pedro |

|                                        |
| Parque principal visto desde el muelle |

|                                                |
| Agua azul frente a la costa del Cayo Ambergris |

|                                |
| Anochecer en el Cayo Ambergris |

|                                                     |
| Vista de la barrera de arrecifes desde la distancia |

|                                             |
| Pescadores en las costas del Cayo Ambergris |

|               |
| Manmade ponds |

|                              |
| Carretera cerca de San Pedro |

|                                                    |
| Casas en San Pedro cerca de Manglares y el Pántano |